# La buena estrella
La buena estrella es una película española de 1997 dirigida por Ricardo Franco.

## Sinopsis
Rafael (Antonio Resines) es un carnicero que vive solo desde que un accidente de trabajo le dejó impotente, pero al conocer a Marina (Maribel Verdú) rompe con su decisión de vivir solo. Ella es una mujer a la que recoge en la calle cuando su novio (Jordi Mollà), del que espera un hijo, está dándole una paliza.

## Localizaciones de rodaje
Entre las localizaciones de rodaje se encuentran los distritos madrileños de: Arganzuela, Retiro, Salamanca y Tetuán de Madrid; y Zaragoza.

## Palmarés cinematográfico
XII edición de los Premios Goya
| Categoría                 | Candidato                             | Resultado |
| ------------------------- | ------------------------------------- | --------- |
| Mejor película            | Mejor película                        | Ganadora  |
| Mejor dirección           | Ricardo Franco                        | Ganador   |
| Mejor actriz protagonista | Maribel Verdú                         | Nominada  |
| Mejor actor protagonista  | Jordi Mollà                           | Nominado  |
| Mejor actor protagonista  | Antonio Resines                       | Ganador   |
| Mejor guion original      | Ricardo Franco Ángeles González-Sinde | Ganadores |
| Mejor música original     | Eva Gancedo                           | Ganadora  |

Medallas del Círculo de Escritores Cinematográficos de 1997
| Categoría    | Candidato       | Resultado |
| ------------ | --------------- | --------- |
| Mejor actriz | Maribel Verdú   | Ganadora  |
| Mejor actor  | Antonio Resines | Ganador   |
| Mejor música | Eva Gancedo     | Ganadora  |

- 1997: Festival de Cannes (Sección Una cierta mirada): Premio Ecuménico del Jurado- Mención Especial
- 1997: Festival de Mar del Plata: Mejor director y actor (Resines y Mollà)
- 1997: Premios Forqué: Mejor película
- 1998: Festival Internacional de San Diego: Mejor película